# Комнатная муха
Ко́мнатная му́ха (лат. Musca domestica) — вид короткоусых двукрылых из семейства настоящие мухи. Муха комнатная — распространённый синантропный организм. Ведёт преимущественно дневной образ жизни. В России представлена 2 подвидами — обыкновенная комнатная муха (Musca domestica domestica) и южная комнатная муха (Musca domestica vicina). Является разносчиком дизентерийной амёбы, лямблий и яиц гельминтов.

## Внешний вид
Длина тела взрослого насекомого составляет 6—8 мм. Ширина тельца составляет 4—5 мм. Размах крыльев достигает 20 мм. Окраска серая, на верхней стороне груди — четыре чёрные продольные полосы, нижняя часть брюшка желтоватая. Всё тело покрыто редкими длинными волосками. Глаза — большие, фасеточные, тёмно-красного цвета. У самок расстояние между глазами увеличено. Так, у самцов расстояние между глазами равно 2/3 длины глаза, а у самок равно этой длине. Самки также более крупных размеров, чем самцы.
Как и у всех двукрылых, для полёта используется лишь передняя пара крыльев. Задние же — редуцированы в размерах и носят название жужжальца. Они необходимы для поддержания равновесия в воздухе.

## Питание
Ротовой аппарат лижуще-сосущий, прокусить кожу и пить кровь комнатные мухи не способны, в отличие от похожих на них осенних жигалок. Мухи могут поглощать лишь жидкую пищу, для потребления твёрдой они предварительно растворяют её в слюне. Комнатная муха — полифаг. Для созревания яиц самке необходима белковая пища.

## Продолжительность жизни
Как у всех насекомых, продолжительность жизни мух сильно зависит от температуры окружающей среды и их полный жизненный цикл может длиться от 8 до 20-30 дней. Обычная комнатная температура 23—25 °С является для них оптимальной.

## Распространение
К настоящему времени она вслед за человеком распространилась повсеместно (является космополитом) на всех континентах и во всех природных зонах, как в сельской местности, так и в городах.

## Размножение и цикл развития

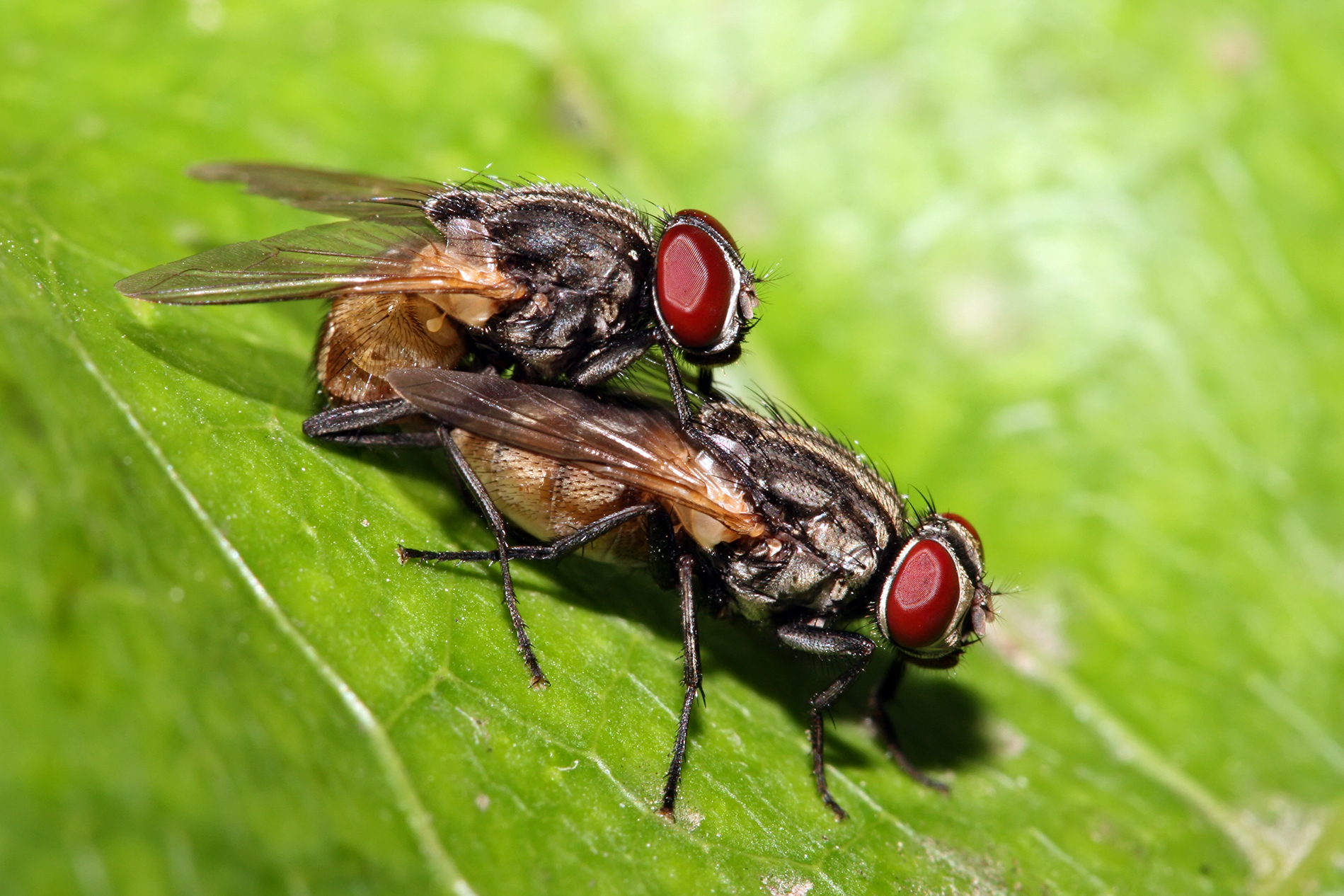
Спаривание комнатных мух

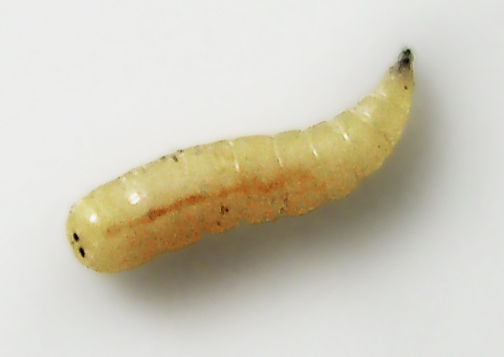
Личинка комнатной мухи — опарыш

Самка за раз откладывает 70—120 белых, около 1,2 мм в длину яиц. В течение жизни самка совершает 6 и более яйцекладок. Всего за свою жизнь муха может отложить от 600 до 2000 яиц в зависимости от климатических условий. При благоприятных условиях Musca domestica размножается круглый год.
Развитие яйца занимает от 8 до 50 часов. Мухи являются насекомыми с полным превращением. Личинки комнатных мух имеют длину до 13 мм, белого цвета, безногие, со стороны ротового отверстия заострённые, сзади усечённой формы. Живут в испражнениях, других гниющих полужидких средах.
Через 3—25 дней и после трёх линек личинка отползает в сухое прохладное место и превращается в куколку, образуя пупарий (отставшая и затвердевшая оболочка личинки). Фаза куколки длится от 3 дней. Взрослые насекомые живут обычно от двух недель до месяца, но могут доживать и до двух месяцев. Через 36 часов (то есть 1,5 суток) после выхода из куколки они уже способны к размножению.
За год сменяется от 9 до 20 поколений комнатных мух. Зимуют как личинки и куколки, так и взрослые оплодотворённые самки. В холодных помещениях мухи переживают зиму в неактивном состоянии и пробуждаются при температуре наружного воздуха выше 10 градусов.

## Взаимодействие с человеком
Комнатные мухи сильно досаждают человеку, особенно в жаркие дни. Являются переносчиком различных бактериальных заболеваний и гельминтозов, болезней, особенно возбудителей кишечных инфекций (холеры, чумы, дизентерии, брюшного тифа), яиц гельминтов, глазных болезней и туберкулёза, дифтерии, паратифов, сибирской язвы и цисты простейших. Личинки могут вызывать тканевые и кишечные миазы.
Для защиты от мух принимаются профилактические (хранение мусора и нечистот, служащих как пищей мухам и их личинкам, так и источником патогенных микроорганизмов, вне доступности для мух, регулярный вывоз мусора, или использование канализации и унитазов, использование мусорных вëдер и контейнеров с крышками) и различные истребительные меры (применение инсектицидов в местах развития личинок, специальные жидкости и пластинки для фумигаторов, отравленные приманки, липкие ленты-ловушки и мухобойки в тех местах, где обильны взрослые насекомые). С помощью сеток и иных приспособлений предотвращается попадание мух в жилые помещения, желательно также заворачивать пищевые продукты в пластиковые пакеты или пищевую плëнку, или класть их в контейнеры, закрывающиеся крышками, также использовать хлебницы.
Опарыши используются человеком как популярная наживка для рыбной ловли, привлекающая многие виды рыб. Часто опарышей разводят специально и «очищают», помещая их в ёмкость с опилками, и только потом продают. Купленных опарышей рыболовы хранят в холодильнике, чтобы замедлить окукливание.